# Grand Raid 2018
Navigation
Édition précédente Édition suivante
Le Grand Raid 2018, vingt-sixième édition du Grand Raid, a lieu du 18 au 21 octobre 2018.

## Catégories de course
Quatre courses sont proposées à l'ensemble des participants (distance et dénivelé en 2018) :
- le Grand-Raid ou diagonale des Fous - 165 km et 9 576 m de D+
- le trail de Bourbon - 111 km et 6 433 m de D+
- la Mascareignes - 65 km et 3 505 m de D+
- le Zembrocal Trail - relais à 3 de 186 km et 10 800 m de D+

## Palmarès de la diagonale des fous
| Édition | Date            | Hommes | Hommes                                                       | Hommes           | Femmes | Femmes         | Femmes           |
| ------- | --------------- | ------ | ------------------------------------------------------------ | ---------------- | ------ | -------------- | ---------------- |
|         |                 | Rang   | Athlète                                                      | Temps            | Rang   | Athlète        | Temps            |
| 30e     | 19 octobre 2018 | 1er    | François D'Haene — 4e victoire Benoît Girondel — 2e victoire | 23 h 18 min 39 s | 15e    | Jocelyne Pauly | 28 h 54 min 26 s |